# Reckendorf
Reckendorf (bambergisch: Reggndäf) ist eine Gemeinde im nördlichen Landkreis Bamberg, Regierungsbezirk Oberfranken und Mitglied der Verwaltungsgemeinschaft Baunach in der Metropolregion Nürnberg.

## Geographie
Reckendorf liegt in der Region Oberfranken-Nord-West, etwa 14 km nordnordwestlich von Bamberg.

### Nachbargemeinden
Nachbargemeinden sind (von Norden beginnend im Uhrzeigersinn) Rentweinsdorf (Landkreis Haßberge, Unterfranken), Rattelsdorf, Baunach und Gerach.

### Gemeindegliederung
Es gibt fünf Gemeindeteile (in Klammern sind Siedlungstyp und Einwohnerzahl, Stand 1. Januar 2022, angegeben):
- Laimbach (Dorf, 54)
- Obermanndorf (Dorf, 35)
- Reckendorf (Pfarrdorf, 1949)
- Untermanndorf (Weiler, 17)
- Zeitzenhof (Einöde, 9)

Es gibt die Gemarkungen Laimbach, Reckendorf, Daschendorfer Forst und Lußberger Forst.

## Geschichte

### Chronik
Eine nachweisbare Ersterwähnung lässt sich auf das Jahr 855 datieren. Die Herren von Schöffstall waren von 1349 bis zu ihrem Aussterben 1544 örtliche Grundbesitzer und Besitzer des örtlichen Schlosses. Das spätere Rittergut der Freiherren von Wiesenthau fiel nach der Mediatisierung durch Bayern bei Grenzbereinigungen 1810 an das Großherzogtum Würzburg des Großherzogs Ferdinand von Toskana, mit welchem es 1814 schließlich an Bayern zurückfiel. Im Zuge der Verwaltungsreformen in Bayern entstand mit dem Gemeindeedikt von 1818 die Gemeinde.
Am 1. Juli 1971 wurde im Zuge der Gemeindegebietsreform die Gemeinde Laimbach mit Obermanndorf, Untermanndorf und Zeitzenhof nach Reckendorf eingemeindet. Am 1. Juli 1972 kam Reckendorf vom aufgelösten Landkreis Ebern in Unterfranken zum Landkreis Bamberg und damit zu Oberfranken.

### Einwohnerentwicklung
Im Zeitraum von 1988 bis 2018 wuchs die Einwohnerzahl von 1575 auf 2026 bzw. um 28,6 %.
| Jahr      | 1961 | 1970 | 1987 | 1991 | 1995 | 2000 | 2005 | 2010 | 2015 | 2024 |
| --------- | ---- | ---- | ---- | ---- | ---- | ---- | ---- | ---- | ---- | ---- |
| Einwohner | 1335 | 1526 | 1546 | 1601 | 1644 | 1800 | 1984 | 1998 | 2047 | 2089 |

## Religion
Laut Zensus am 9. Mai 2011 sind 78,2 % der Einwohner römisch-katholisch und 10,3 % evangelisch-lutherisch. 11,5 % haben eine andere Religion oder sind konfessionslos.

## Politik

### Bürgermeister
Erster Bürgermeister ist seit 1. Mai 2014 Manfred Deinlein (SPD). Er gewann die Wahl 2014 mit 59,19 % der Stimmen im ersten Durchgang gegen einen Gegenkandidaten der CSU (24,15 %) und einen der WBFW (16,66 %). Bei der Wahl 2020 wurde er bei einem Gegenkandidaten der CSU mit 52,35 % der Stimmen wiedergewählt. Sein Vorgänger war seit 2002 Klaus Etterer (CSU), der 2002 mit 64,21 % der Stimmen gewann und 2008 mit 74,38 % der Stimmen wiedergewählt wurde. Etterer war der Nachfolger von Helmut Horger (CSU), der sich 1996 mit 59 % der Stimmen gegen Christian Hojer (WB/FW) durchgesetzt hatte.

### Gemeinderat
Die Gemeinderatswahlen seit 1996 erbrachten folgende Sitzverteilungen:
| Partei/Liste                              | Sitze | Sitze | Sitze | Sitze | Sitze |
| Partei/Liste                              | 2020  | 2014  | 2008  | 2002  | 1996  |
| ----------------------------------------- | ----- | ----- | ----- | ----- | ----- |
| CSU                                       | 6     | 5     | 6     | 7     | 5     |
| SPD                                       | 4     | 5     | 2     | –     | 3     |
| Werktätige Bürger und Freie Wähler (WBFW) | 4     | 4     | 6     | 5     | 4     |

### Wappen
| Wappen Gde. Reckendorf | Blasonierung: „In Blau ein goldenes Boot, darin stehend ein silberner Fährmann mit silberner Ruderstange in der rechten Hand; im rechten Obereck ein goldener Ziegel, im linken Obereck eine goldene Hopfenblüte.“ |
| Wappen Gde. Reckendorf | seit 1973 |

### Gemeindesteuereinnahmen
Die Gemeindesteuereinnahmen betrugen im Jahr 2010 927.000 Euro, davon waren (netto) 103.000 Euro Gewerbesteuereinnahmen.

## Wirtschaft und Infrastruktur

### Wirtschaft
2023 gab es nach der amtlichen Statistik  200 sozialversicherungspflichtig Beschäftigte am Arbeitsort, 656 sozialversicherungspflichtig Beschäftigte am Wohnort, sowie 37 Arbeitslose. 
Im verarbeitenden Gewerbe gab es 2, im Bauhauptgewerbe 2 Betriebe. Zudem bestanden im Jahr 2020 10 landwirtschaftliche Betriebe mit einer landwirtschaftlich genutzten Fläche von 341 Hektar.

### Brauereien
In Reckendorf gab es eine Großbrauerei und fünf Kleinbrauereien, von denen gegenwärtig die Brauerei Schroll mit einem Familienzweig in Nankendorf und die Schlossbrauerei Reckendorf mit den Marken „Reckendorfer“ (Biere) und „Nawinta“ (alkoholfreie Getränke) bestehen.

### Verkehr
- Straße: Bundesstraße 279

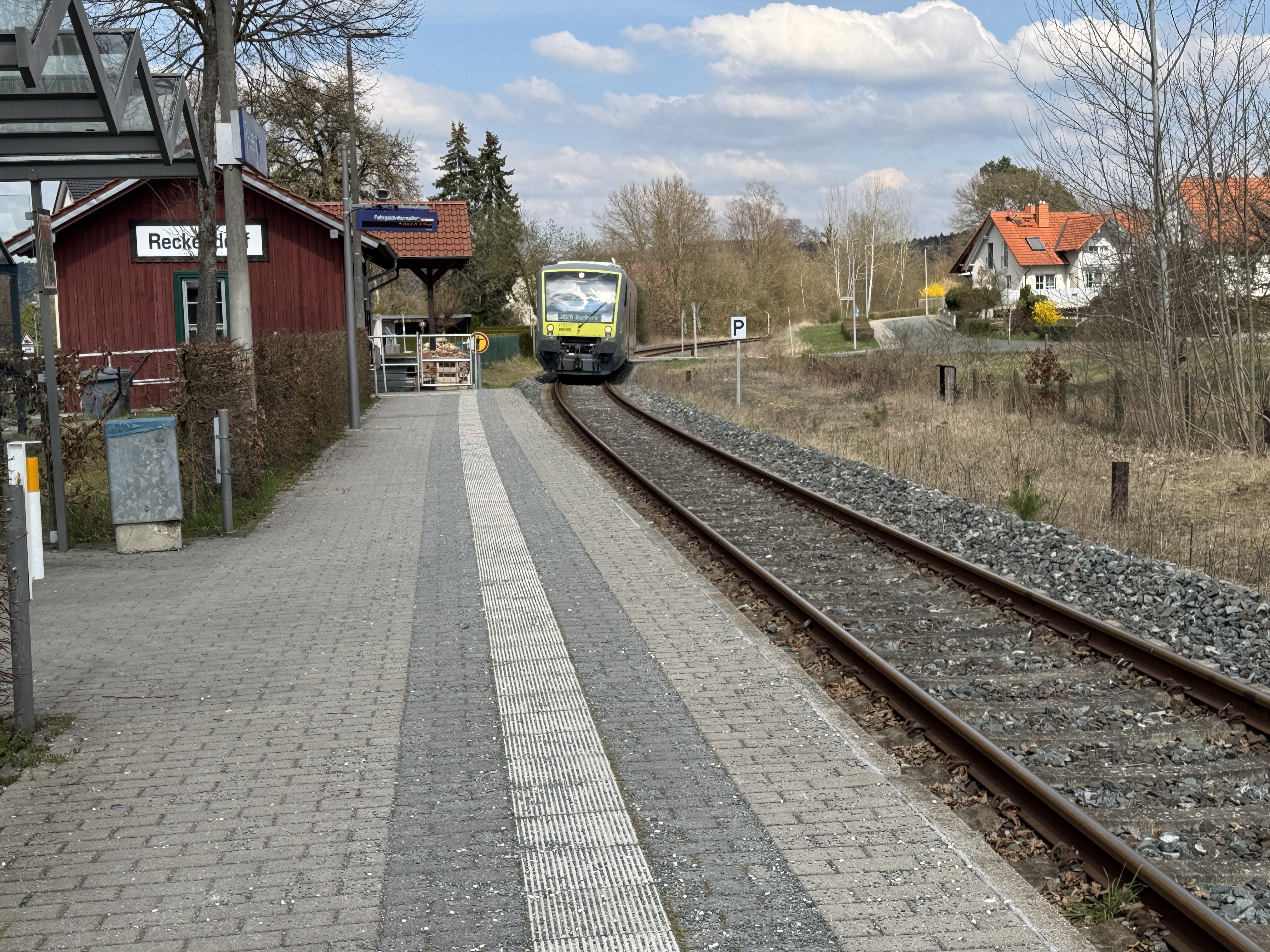
Haltepunkt Reckendorf an der Bahnlinie Bamberg-Ebern

- Schiene: Regionalbahnen Richtung Bamberg und Richtung Ebern
- Luftverkehr: Zwei Kilometer nördlich des Ortes besteht der Flugplatz Ebern-Sendelbach, ein Sonderlandeplatz für Luftfahrzeuge aller Art bis zu 2000 kg Höchstabfluggewicht (MTOW).

### Bildung
2024 gab es folgende Einrichtungen:
- Kindertagesstätte Johanniter-Insel mit Kita und Kindergarten[9]
- AWO Kinderhort St. Nikolaus[10]
- Grundschule Reckendorf mit Mittagsbetreuung

Weiterführende Schulen sind die Grund- und Mittelschule Baunach, eine Realschule in Ebern, eine Realschule in Scheßlitz und ein Gymnasium in Ebern.

### Öffentliche Sicherheit
Die Freiwillige Feuerwehr Reckendorf besitzt ein Löschgruppenfahrzeug 20 sowie ein Mannschaftstransportfahrzeug, die Freiwillige Feuerwehr Laimbach ein Tragkraftspritzenfahrzeug (ein ehemaliges Löschgruppenfahrzeug 8). In Reckendorf befindet sich die BRK-Bereitschaft Baunachtal.

## Sehenswürdigkeiten

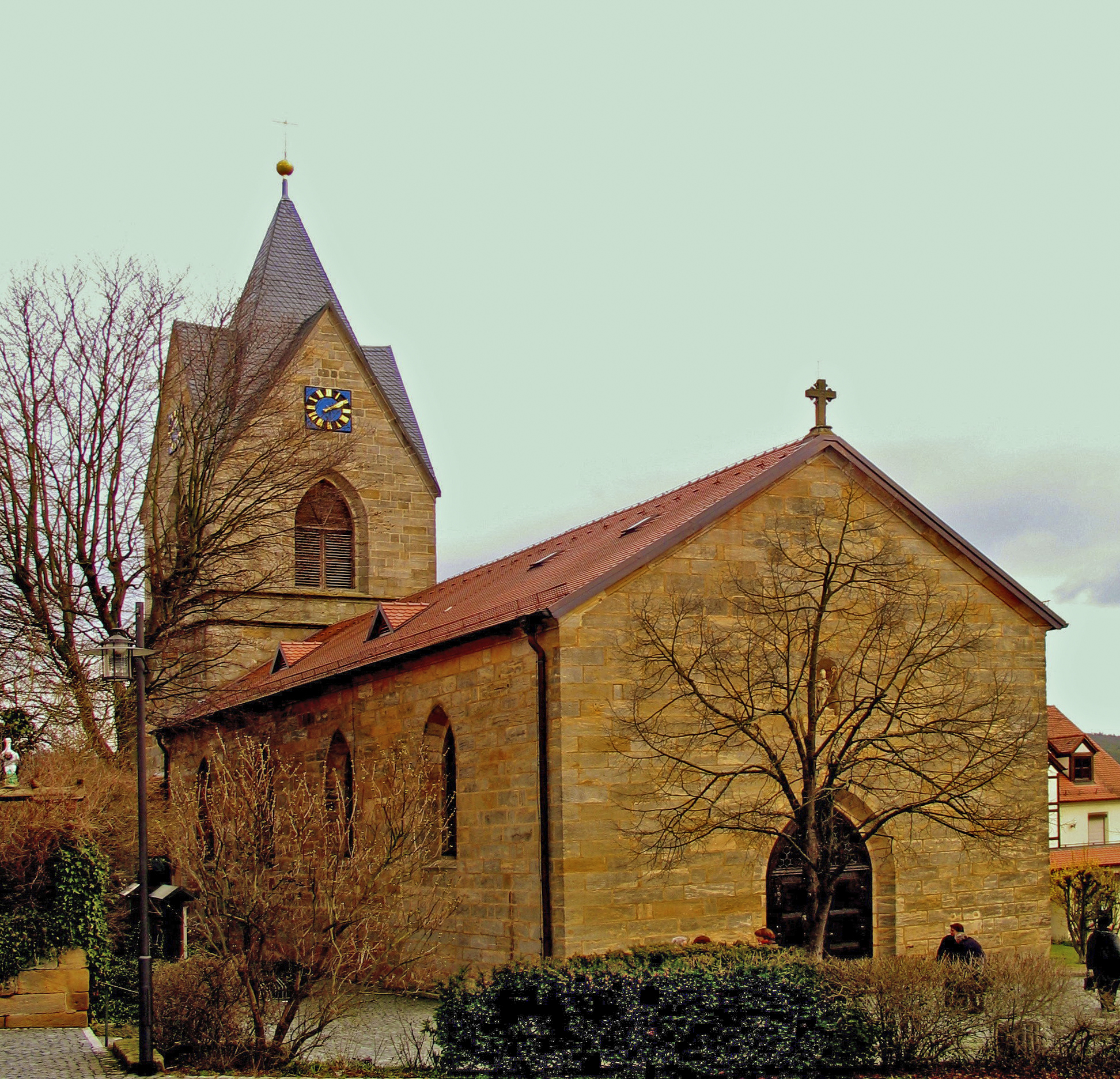
Pfarrkirche St. Nikolaus

In Reckendorf gibt es unter anderem folgende Sehenswürdigkeiten:
- Katholische Pfarrkirche St. Nikolaus, die generalrestauriert wurde und eine neue Kirchenorgel mit Tremulant und Zimbelstern besitzt
- Jüdischer Friedhof, liegt außerhalb von Reckendorf
- Die ehemalige Synagoge wurde als Haus der Kultur umgebaut. Auf der Frauenempore befindet sich eine Ausstellung über diese Synagoge und die Juden in Reckendorf bis zum Zweiten Weltkrieg
- Felsengruppe Veitenstein

## Veranstaltungen

### Reckendorfer Kerwa
Die jährliche Kirchweih (Kerwa) findet Anfang September statt. Der Kerwa-Sonntag ist immer der erste Sonntag im September. Am Mittwoch und Donnerstag ist bereits in den Gastwirtschaften Bocksbraten- oder Kesselfleischessen. Am Freitag wird traditionell ab 18:00 Uhr der Kerwabaam (Kirchweihbaum) durch den Ortskulturring Reckendorf am Dorfplatz aufgestellt. Samstag bis Montag ist Festbetrieb im Bierzelt auf der Schloß-Wies’n und in den Gastwirtschaften, zusätzlich sind Schausteller vor Ort. Am Montag veranstaltet der Ortskulturring eine Kerwagaudi mit jährlich wechselnden Spielen wie Fässerrollen oder Hahnenschlag.

### Altweibermühle
Alle zehn Jahre findet die Altweibermühle statt, ein Faschingsumzug, der eine über hundertjährige Tradition hat. Junge Burschen, als Hexen verkleidet, werden von Müllern gefangen und durch einen Jungbrunnen in Form einer Mühle „gedreht“. Unten kommen sie als junge Mädchen heraus und führen einen Tanz mit den wartenden Bräutigamen auf. Am 6. Februar 2005 und 15. Februar 2015 sahen dieses Spektakel jeweils an die 10.000 Besucher, begleitet von Funk und Fernsehen. Am 2. März 2025 fand die Altweibermühle mit 78 Wägen zum 120. Jahrestag statt.

### Weitere Feste in Reckendorf
- Faschingstanz
- Maibaumfest 30. April
- Weißbierfest im Juni
- Jungtierschau des Kleintierzuchtvereins im Juni
- Johannisfeuer
- Seitenbachkerwa im Juli
- Feuerwehrfest im Juli
- Pfarrfest im Juli
- Oktoberfest
- Fränkischer Weinabend im Oktober